# Collinsita
La collinsita es un mineral,fosfato hidratado de calcio y magnesio, que fue descubierto en ejemplares procedentes del yacimiento de fosfatos de Francois Lake,  Omineca Mining Division, (Columbia Británica) Canada . El nombre es un homenaje a Henry Collins (1878 – 1937), que fue director del Servicio Geológico del Canadá.

## Propiedades físicas y químicas
La collinsita forma una serie con la fairfieldita, el equivalente con manganeso en lugar del magnesio dentro de un grupo de fosfatos y arseniatos  triclínicos en el que también se encuentran la cassidyta, la talmessita y la gaitita. Suele formar agregados radiados o subparalelos, y a veces agrupaciones de cristales hojosos. 

## Yacimientos
La collinsita es un mineral raro, conocido solamente en unas cuantas decenas de localidades. Los mejores ejemplares son probablemente los que proceden de Rapid Creek, en el distrito minero de Dawson (Yukón), Canadá, yacimiento en el que aparece asociada a otros fosfatos raros que también forman ejemplares de buena calidad. También se han encontrado ejemplares con cristales tabulares bien definidos en la mina Tip Top, Fourmile, condado de Custer, Dakota del Sur (USA). En España se ha encontrado como esferillas radiadas en la mina Elvira, Bruguers, Gavá (Barcelona).